# Camille Chamoun
Camille Nimr Chamoun (tiếng Ả Rập: كميل نمر شمعون, phát âm tiếng Ả Rập: [kamiːl ʃamʕ'uːn] Kamīl Sham'ūn) (3 tháng 4 năm 1900 - 7 tháng 8 năm 1987) là Tổng thống Lebanon từ năm 1952 đến năm 1958 và là một trong số Các nhà lãnh đạo Kitô giáo chính trong suốt cuộc nội chiến Liban (1975-1990).

## Tiểu sử
Camille Nimr Chamoun sinh ra tại Deir el-Qamar vào ngày 3 tháng 4 năm 1900 thành một gia đình Maronite nổi bật. Ông nhận bằng luật sư từ Đại học St. Joseph. Ông được bầu vào Quốc hội Lebanon năm 1934, và tái cử các năm 1937 và 1943. Là một người đấu tranh cho độc lập của Liban khỏi Pháp, ông bị bắt vào ngày 11 tháng 11 năm 1943, và bị giam trong lâu đài Rashaïa, nơi ông bị giam giữ trong mười một ngày, cùng với Bechara El Khoury và Riad Al Solh, những người lần lượt trở thành Tổng thống và Thủ tướng đầu tiên của nước cộng hòa mới. Các cuộc biểu tình công khai quy mô lớn đã dẫn tới việc ông được thả vào ngày 22 tháng 11, từ đó được kỷ niệm là Ngày Quốc khánh Liban.
Chamoun tái cử Quốc hội, vào năm 1947 và 1951. Tuy nhiên, ông thường vắng mặt tại Quốc hội khi ông làm đại sứ tại Anh Quốc từ năm 1944 đến năm 1946, và sau đó là đại sứ của Liên hợp quốc.
Năm 1930, ông cưới Zelpha (hoặc Zalfa) Tabet và họ có hai người con trai, Dory và Dany.